# Anschutz Entertainment Group
Anschutz Entertainment Group es una empresa dedicada a la organización de espectáculos con sede en Los Ángeles (Estados Unidos), fundada por el empresario Philip Anschutz. Se compone de tres divisiones: conciertos y festivales (AEG Live), deporte (AEG Sports) y cine (Anschutz Film Group).
AEG fue cofundadora de la Major League Soccer y ha sido dueña de múltiples equipos de fútbol: Los Angeles Galaxy y Houston Dynamo en la actualidad, y anteriormente Chicago Fire, Colorado Rapids, D.C. United, New York/New Jersey MetroStars y San Jose Earthquakes. También es dueña de Los Angeles Kings, Manchester Monarchs, Eisbären Berlin y Hamburg Freezers de hockey sobre hielo, organiza el Tour de California de ciclismo, y tiene acciones en Los Angeles Lakers de baloncesto. Anteriormente, AEG tuvo acciones en la promotora de boxeo Golden Boy Promotions.
Entre los estadios que administra AEG se encuentran el Staples Center y el StubHub Center de Los Ángeles, el Valley View Casino Center de San Diego, el XL Center de Hartford, el Sprint Center de Kansas City, la T-Mobile Arena de Las Vegas, la O2 Arena de Londres y la Ülker Sports Arena de Estambul.
En tanto, la división AEG Live organiza numerosos conciertos y festivales, entre ellos el Festival de Música y Artes de Coachella Valley y el Sonisphere Festival.
Además, AEG es socia en la empresa de venta de entradas AXS. También tiene dos productoras de cine: Walden Media y Bristol Bay Productions.